# Chidiock Tichborne
Chidiock Tichborne (ur. 1558, zm. 1586) – angielski poeta, znany jako autor jednego wiersza, Elegia napisana ręką własną w Tower przed kaźnią.
Tichborne urodził się w Southampton w rodzinie katolickiej. W tym czasie rzymski katolicyzm był w Anglii tolerowany, jednak po tym, jak papież ekskomunikował królową Elżbietę I Wielką, nasiliły się prześladowania katolików. W roku 1583 Tichborne był przesłuchiwany w sprawie posiadania zakazanych przez prawo relikwii. W 1586 poeta dołączył do grupy spiskowców planujących zamach na władczynię. Został aresztowany i osadzony w londyńskiej Tower. Tam napisał list do żony, zawierający wspomnianą trójzwrotkową Elegię. Tichborne został stracony w okrutny sposób poprzez disembowelment, czyli usunięcie jelit.
Elegię Tichborne'a tłumaczyli na język polski Jerzy Pietrkiewicz i Stanisław Barańczak oraz Macieja Frońskiego.